# Martin Buday
Martin „Badys“ Buday (* 11. listopadu 1991 Trnava) je slovenský bojovník ve smíšených bojových uměních (MMA) a šampion organizace OKTAGON MMA v těžké váze. Jeho domovským klubem je SFG (Spartakus Fight Gym) v Trnavě. Martin Buday je po Michalu Martínkovi teprve druhým držitelem titulu v těžké váze organizace OKTAGON MMA poté, co porazil polského bojovníka Kamila Mindu ve druhém kole na KO/TKO. Je také držitelem hnědého pásu v brazilském jiu-jitsu BJJ a dvojnásobným šampionem IBJJF European NoGi.

## MMA Kariéra
Svůj první profesionální zápas měl v roce 2015. Momentálně má profesionální MMA rekord 10-1. Trénuje v Trnavském SFG.

### OKTAGON MMA
První zápas v organizaci OKTAGON MMA měl Martin Buday v roce 2018 proti Dzanghirovi Nasibovovi a vyhrál na KO/TKO v 1. kole. Poté si připsal další vítězství na turnaji Oktagon 9, kde na TKO zdolal Lukasze Lysoniewskiho. Další vítězství přidal na OKTAGON PRIME 1, ve kterém také zvítězil hned v prvním kole na TKO nad Yevgeny Orlovem. Na OKTAGONU 14, kterému vévodila bitva bitva Krištofič vs. Pukač, se představil na hlavní kartě proti českému bojovníkovi Danielu Dittrichovi a porazil jej druhém kole na submisi (Kimura).

### Titul těžké váhy
Šance k boji o titul se naskytla na turnaji OKTAGON 23, kterému měla vévodit bitva dvou těžkých vah – Martina Budaye a Kamila Mindy. Martin Buday ale do zápasu nenastoupil kvůli zranění, které si přivodil na tréninku. Nakonec se v hlavním zápase utkali Petr Kníže a Andrea Fusi, ale Minda nastoupil do zápasu proti Kerissonovi Rezende a po tvrdé bitvě vyhrál na body. Nakonec se Buday a Minda střetli na turnaji OKTAGON 25, v hlavním zápase, 19. června 2021. Přestože to byl pro Martina Budaye návrat do klece po dvou letech, nad Kamilem Mindou zvítězil v titulové bitvě o šampiona těžké váhy na TKO ve druhém kole.

### Ultimate Fighting Championship (UFC)
Martin Buday se představil 12. října 2021 v Dana White's Contender Series. Kde v prvním kole ukončil soupeře Lorenzo Hooda, který byl náhradníkem za původního soupeře Martina Budaye Huga Cunhu. A vybojoval si svým výkonem smlouvu UFC v těžké váze. Stal se tak druhým Slovákem, (po Kleinovi) v UFC.  V dubnu roku 2022 se utkal v Las Vegas ve své premiéře v UFC, se Španělem Chrisem Barnettem, kterého porazil po sporném úderu do zátylku, kdy byl zápas předčasně ukončen, protože Barnett nedokázal dále pokračovat, rozhodčí situaci vyhodnotili ve prospěch Budaye, kdy byl zápas dobodován a připsal si tak první výhru v organizaci. Mnozí se domnívají a jsou toho názoru, že měl být zápas ukončen na diskvalifikaci Budaye, nakonec se tak nestalo a druhý slovenský bojovník v UFC může slavit první výhru.

## Ocenění
- 2x IBJJF European Champion Nogi
- ISFA European Grappling Champion
- IBJJF European Nogi – 2x zlato, 1x stříbro, 1x bronz
- IBJJF Rome International Open – 2x zlato, 2x stříbro
- IBJJF Dublin International Open – 3x zlato
- IBJJF London International Open – 2x zlato
- IBJJF Munich International Open – 1x zlato, 1x stříbro
- Hungarian Open Budapest – 2x zlato, 1x stříbro
- ISFA European Grappling Championship – 1x zlato

## MMA výsledky

### Profesionální kariéra
| Výsledek | Bilance | Soupeř              | Metoda                     | Událost                                     | Datum             | Kolo | Čas  | Místo                             | Poznámka |
| -------- | ------- | ------------------- | -------------------------- | ------------------------------------------- | ----------------- | ---- | ---- | --------------------------------- | --- |
| Výhra    | 16-2    | Marcus Buchecha     | Rozhodnutie (jednomyseľne) | UFC Fight Night: Whittaker vs. de Ridder    | 26. července 2025 | 3    | 5:00 | Abú Zabí, SAE                     | |
| Výhra    | 15-2    | Uran Satybaldiev    | Rozhodnutie (jednomyseľne) | UFC Fight Night: Emmett vs. Murphy          | 5. dubna 2025     | 3    | 5:00 | Las Vegas, USA                    | |
| Výhra    | 14-2    | Andrei Arlovski     | Rozhodnutie (rozdelenie)   | UFC 303: Pereira vs. Procházka 2            | 29. červen 2024   | 3    | 5:00 | Las Vegas, USA                    | |
| Prohra   | 13-2    | Shamil Gaziev       | TKO (údery)                | UFC 296: Edwards vs. Covington              | 16. december 2023 | 2    | 0:56 | Las Vegas, USA                    | |
| Výhra    | 13-1    | Josh Parisian       | Donucení (Kimura)          | UFC Fight Night: Luque vs. Dos Anjos        | 12. augusta 2023  | 1    | 4:11 | Las Vegas, USA                    | |
| Výhra    | 12-1    | Jake Collier        | Rozhodnutie (jednomyseľne) | UFC Fight Night: Song vs. Simón             | 29. dubna 2023    | 3    | 5:00 | Las Vegas, USA                    | |
| Výhra    | 11-1    | Łukasz Brzeski      | Rozhodnutie (rozdelenie)   | UFC Fight Night: Vera vs. Cruz              | 13. augusta 2022  | 3    | 5:00 | San Diego, USA                    | |
| Výhra    | 10-1    | Chris Barnett       | TKO na body                | UFC on ESPN: Luque vs. Muhammad 2           | 16. dubna 2022    | 3    | 1:37 | Las Vegas, USA                    | Předčasné ukončení zápasu po sporném úderu do Barnettova zátylku, rozhodčí rozhodli pro technické ukončení zápasu. |
| Výhra    | 9-1     | Lorenzo Hood        | TKO (koleno)               | Contender Series 2021: Week 7               | 12. října 2021    | 1    | 4:56 | Las Vegas, USA                    | Zápas o smlouvu v UFC.                                                                                             |
| Výhra    | 8–1     | Kamil Minda         | TKO                        | Oktagon 25: Buday vs. Minda                 | 19. června 2021   | 2    | 4:01 | Brno, Česko                       | Stal se šampionem organizace OKTAGON MMA těžké váhy.                                                               |
| Výhra    | 7–1     | Daniel Dittrich     | Donucení (Kimura)          | Oktagon 14: Bitva o trúny                   | 14. září 2019     | 2    | 1:13 | Bratislava, Slovensko             | |
| Výhra    | 6-1     | Yevgeny Orlov       | TKO (údery)                | Oktagon Prime 1: Wittner vs. Horváth        | 26. dubna 2019    | 1    | 3:32 | Košice, Slovensko                 | |
| Výhra    | 5-1     | José Rodrigo Guelke | TKO                        | Night of Champions 5                        | 26. října 2018    | 2    | 5:00 | Trnava, Slovensko                 | |
| Výhra    | 4-1     | Łukasz Łysoniewski  | TKO (údery)                | Oktagon 9: Krištofič vs. Siwy               | 15. září 2018     | 1    | 4:45 | Bratislava, Slovensko             | |
| Výhra    | 3-1     | Dzhangir Nasibov    | TKO (zranění soupeře)      | Oktagon 6: The Rematch                      | 26. května 2018   | 1    | 5:00 | Košice, Slovensko                 | |
| Výhra    | 2-1     | Milan Vrbić         | TKO (údery)                | XFN 9: Fight for Gladiators                 | 21. dubna 2018    | 1    | 1:09 | Nitra, Slovensko                  | |
| Prohra   | 1-1     | Juan Espino         | Na body                    | FECALUMA - MMA-K1-BJJ                       | 14. října 2017    | 3    | 5:00 | Santa Cruz de Tenerife, Španělsko | |
| Výhra    | 1–0     | Uroš Stefanović     | Na body                    | Fight for Gladiators - Night of Champions 2 | 23. října 2015    | 3    | 5:00 | Trnava, Slovensko                 | |

### Amatérské zápasy
| Výsledek | Bilance | Soupeř        | Metoda   | Událost              | Datum           | Kolo | Čas  | Místo | Poznámka |
| -------- | ------- | ------------- | -------- | -------------------- | --------------- | ---- | ---- | ----- | -------- |
| Výhra    | 2-0     | Kontina Jakub | Donucení | Fight for Gladiators | 14. června 2014 | 1    | 2:05 | -     |          |
| Výhra    | 1-0     | Juraj Struhar | Donucení | Fight for Gladiators | 4. dubna 2014   | 1    | 2:16 | -     |          |